# Soldatul s-a întors acasă
„Soldatul s-a întors acasă” (în engleză Soldier's Home) este o povestire din 1925 a scriitorului american Ernest Hemingway.